# Angelo caduto

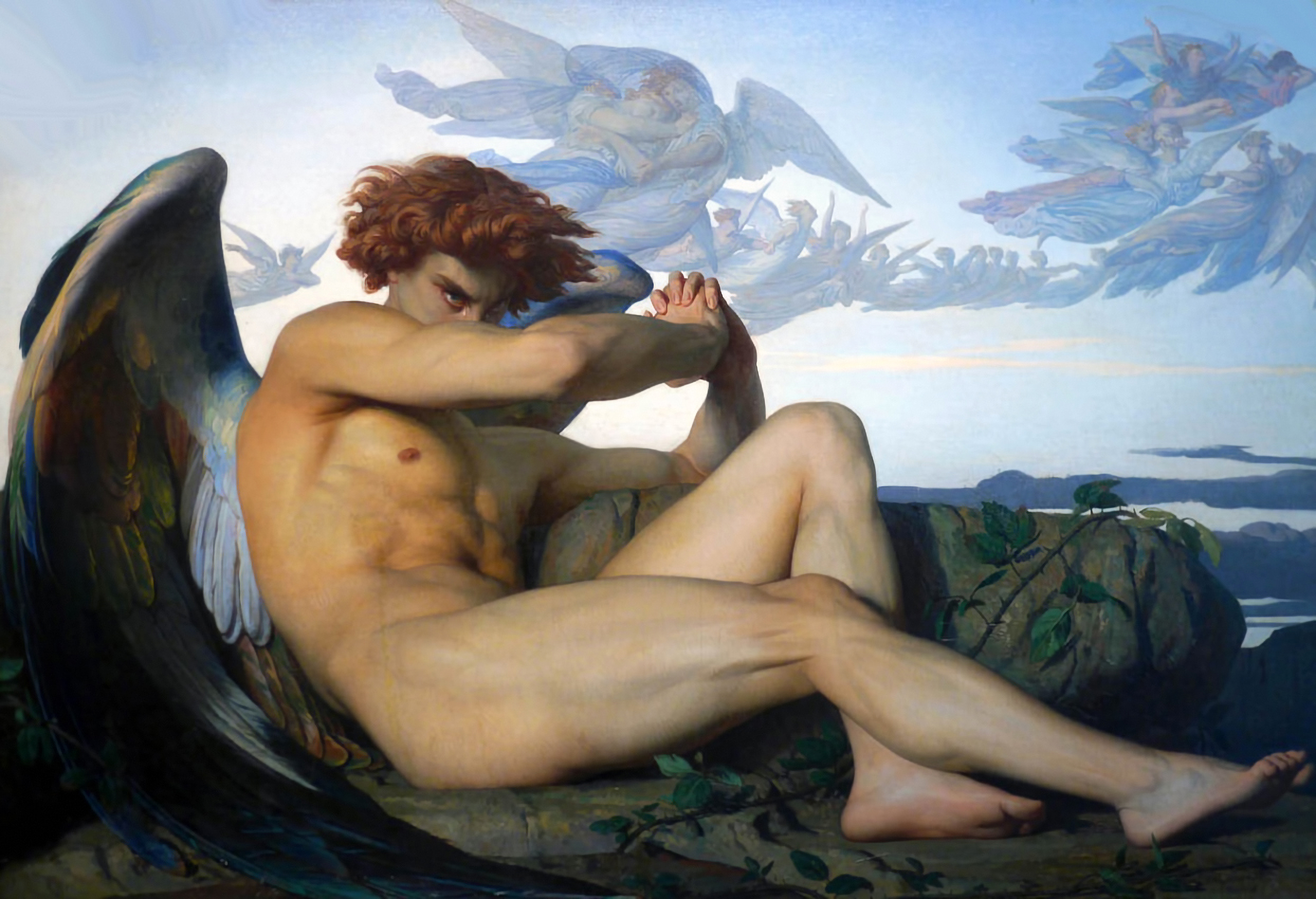
L'angelo caduto di Alexandre Cabanel (1847), raffigurante Lucifero nel momento immediatamente seguente la sua caduta

Nella tradizione cristiana, un angelo caduto è un angelo decaduto dal suo stato di grazia e per questo motivo allontanato dal Paradiso; spesso tale esilio è una punizione per aver disubbidito o essersi ribellato a Dio. Una delle prime fonti riguardanti l'angelologia e la demonologia è il profeta persiano Zarathustra, che avrebbe influenzato alcuni aspetti della religione ebraica e cristiana.

## Riferimenti storici

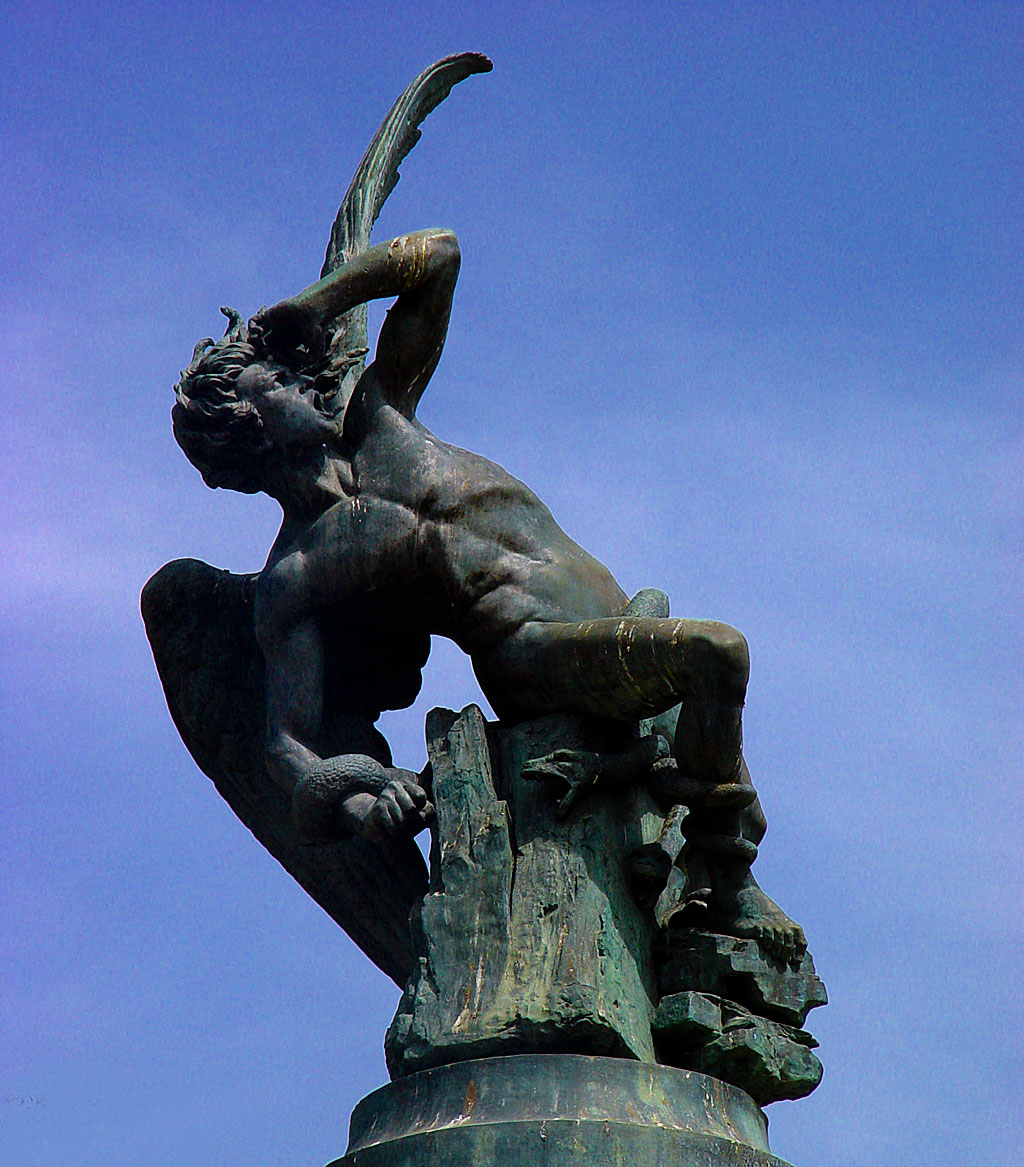
L'angelo caduto di Ricardo Bellver(1877), Madrid, Spagna

Nel Cristianesimo l'angelo caduto per eccellenza è Lucifero (Is 14:3-20). In Is 14:3 si preconizza infatti la caduta di un empio re babilonese che viene chiamato "Stella del mattino, figlio dell'aurora". Allora il popolo di Israele potrà cantare un canto di liberazione (Is 14:12):
(Is 14:12)

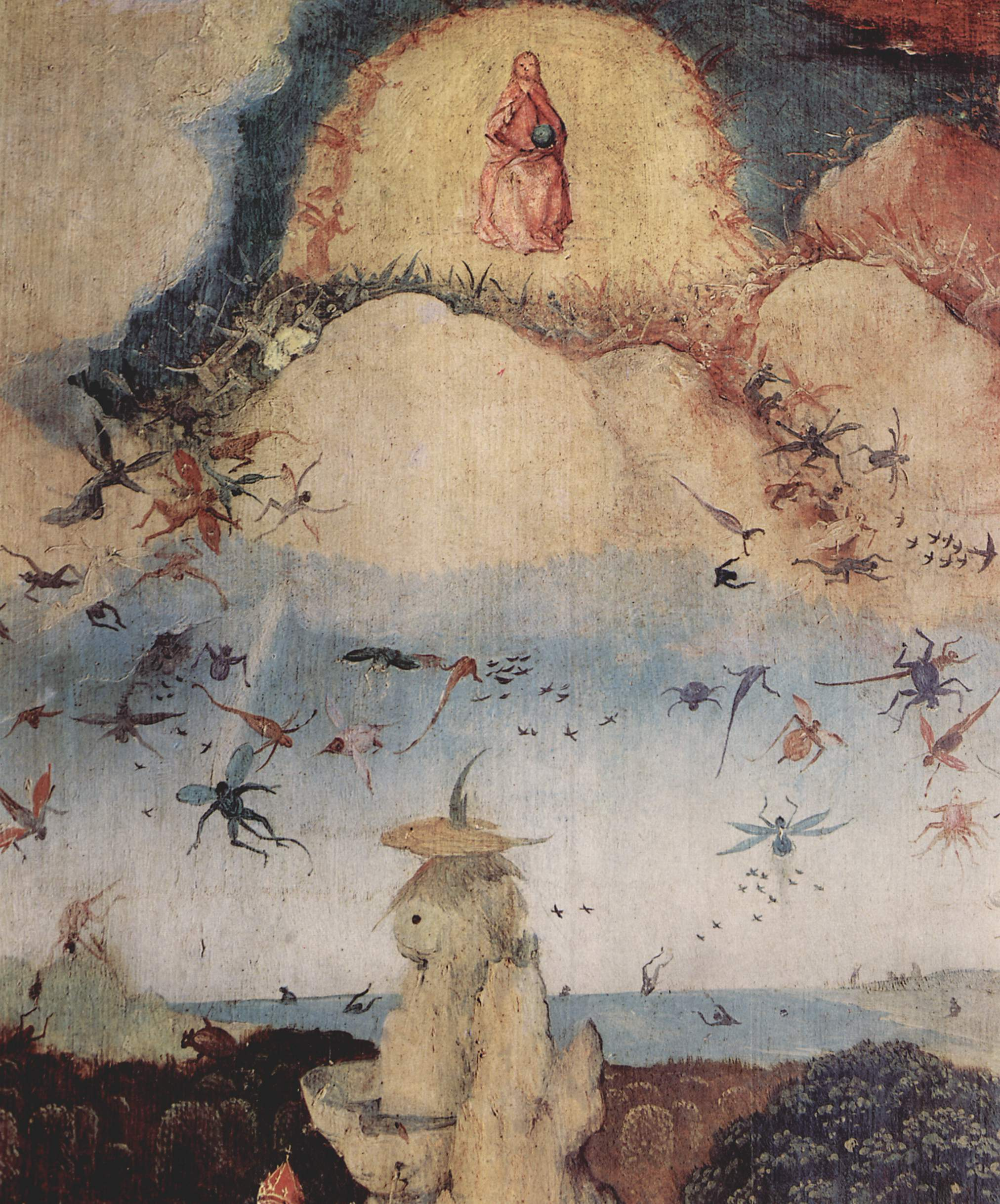
La caduta degli angeli ribelli di Hieronymus Bosch

Nelle traduzioni cristiane si è fatto uso del sostantivo "lucifer" che poi è stato interpretato come nome proprio e quindi individuato in Satana. Su tali creature esistono molteplici leggende, la più comune delle quali afferma che essi continuano a muoversi sulla terra fino al giorno del Giudizio universale, quando saranno esiliati definitivamente nell'Inferno.
Il termine ha sia una denotazione positiva, come creature pentite, sia negativa, come esseri superbi e arroganti. I primi, spesso rappresentati con ali spezzate, sia nere che bianche, o al fianco di un compagno morente, sono il simbolo della sofferenza e del rimorso, in quanto, allontanati dal cielo e da Dio, si trovano a soffrire, a patire le ferite, e, talvolta, anche la morte. I secondi, che portano prevalentemente ali nere, sono il simbolo dell'uomo troppo ansioso di conoscere argomenti proibiti, che per ottenere questa conoscenza e supremazia è disposto persino a ribellarsi all'autorità massima che lo vigila.
Sono il simbolo della ribellione al giusto ordine, dell'individuo che sovverte le leggi e trasforma la propria personale in una guerra senza regole, ovvero l'eterno conflitto tra il cacciato Lucifero e gli Angeli veri e propri, i giusti servitori e messaggeri di Dio.
In alcune culture babilonesi, vi sarebbe un angelo caduto dalle vesti di un povero viandante, rappresenterebbe la personificazione del mietitore, ovvero l'angelo caduto che seguì Lucifero, assumendo il comando di guardiano dell'inferno, di colui che preleva una vita umana quando è giunto il momento. Secondo una leggenda, coloro che muoiono di morte violenta, riescono ad incontrare questo angelo prima di morire. 
Secondo la mitologia esoterica, il termine Angelo caduto non è soltanto riconducibile agli angeli in quanto entità astratte, ma anche alle anime degli uomini che si ribellano
 alla volontà divina.

## Etimologia

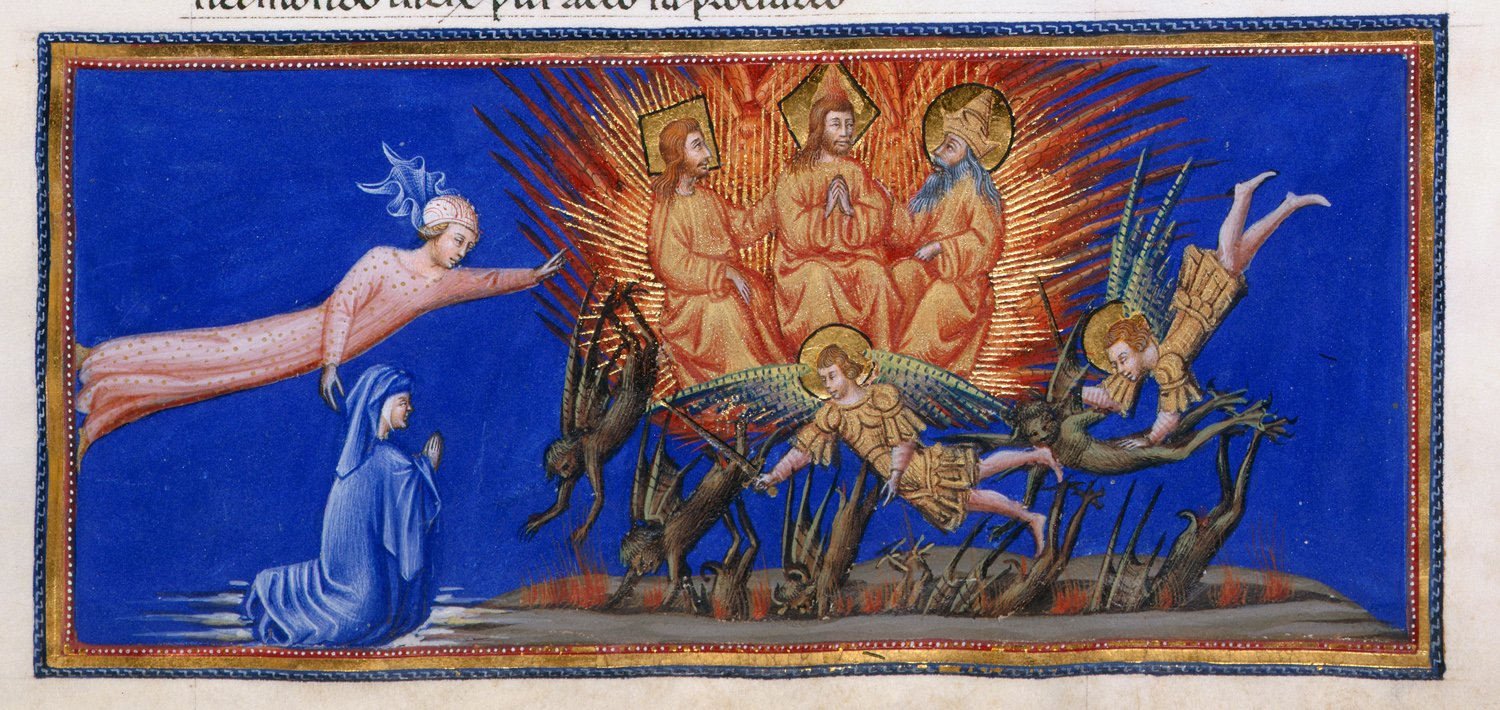
La caduta degli angeli ribelli, miniatura di Giovanni di Paolo, XV secolo

Per comprendere il termine si deve fare riferimento a ciò che ha dato origine alla caduta.
Satana (o Satanael) si oppose a Dio; Michele, l'unico arcangelo menzionato nella Bibbia (il termine arcangelo viene applicato unicamente a Michele, mentre, ad esempio, Gabriele che mai viene indicato con tale appellativo, ma semplicemente indicato come Angelo) fece in modo che Satana precipitasse insieme a tutti i suoi seguaci. Il nome Michele infatti deriva dall'espressione "Mi-ka-El" che significa "chi è come Dio?".
Nell'angelologia ebraica è presente la figura di Satanael ma si associa a Satana il compito di verificare il livello di "pietas" dell'uomo (libro di Giobbe), ovvero del suo amore e della sua dedizione verso Dio stesso; e questo angelo caduto dovrebbe essere quello che riporta a Dio tutti i peccati commessi dall'uomo. Nella tradizione ebraica, durante il giorno di Yom Kippur, una preghiera recita: "fai tacere il Satan / chiudi (tappa) la bocca al Satan"; nel giorno di Yom Kippur tale richiesta viene fatta in vista del perdono e dell'espiazione dei peccati. La tradizione ebraica assegna a questo angelo caduto, chiamato anche Samael, un altro strano compito, quello di angelo distruttore che partecipa al volere divino e manda la morte agli uomini. La tradizione ebraica presenta molti demoni o "angeli caduti": Astaroth, Belfagor, Belzebù, Belial, Asmodeus, Azazel, Baal, Dagon, Moloch, Mammona, Mefistofele, Samael e molti altri ancora. Derivano dalle divinità adorate dai popoli della Palestina come i moabiti, cananei, edomiti, sodomiti, gebusei, filistei, amorrei, aramei, fenici, compresi gli stessi ebrei e si contrappongono al culto di Yahweh o di El.
La tradizione cristiana attribuirà a questi demoni ebraici la figura di angeli seguaci del re infernale Satana, caduti dal cielo insieme a lui.